# Anton Keldenich
Anton Keldenich (geb. 16. Februar 1874 in Wüschheim; gest. 20. September 1936 in Großbüllesheim) war ein deutscher Maler.

## Leben
Keldenich stammte aus einer kleinbäuerlichen Familie und arbeitete in der Landwirtschaft. Seine Zeichnungen vom Pferde- und Dorfmilieu führten dazu, dass ein Kirchenrestaurator ihn förderte und ihn, mittlerweile 30 Jahre alt, in eine Malerlehre schickte. Sein zweijährige Walz führte ihn ab 1905 nach Ostdeutschland und Italien. Danach lebte er wieder in Großbüllesheim im Rheinland. Er arbeitete als Dekorations- und Reklameschildmaler und malte weiter. Seine Motive spiegeln Alltägliches wieder. 1915 wurde er eingezogen und an der Front in Nordfrankreich eingesetzt. Er setzte seine Beobachtungen auch malerisch um. Überliefert sind seine Tagebücher mit Skizzen. Das LVR-Freilichtmuseum Kommern verfügt über einen Bestand seiner Werke.